# Bonstetten (Bayern)
Bonstetten er en kommune i Landkreis Augsburg i Regierungsbezirk Schwaben i den tyske delstat Bayern, med med 1.221 indbyggere. Bonstetten er en del af Verwaltungsgemeinschaft Welden.

## Geografi
Bonstetten ligger knap 20 kilometer nordvest for Augsburg i den sydlige ende af Stauffersberge i Laugnatal, midt i Naturpark Augsburg-Westliche Wälder, omgivet af store skove (40 procent af kommunens område er dækket af skov)